# Jabloňová stezka

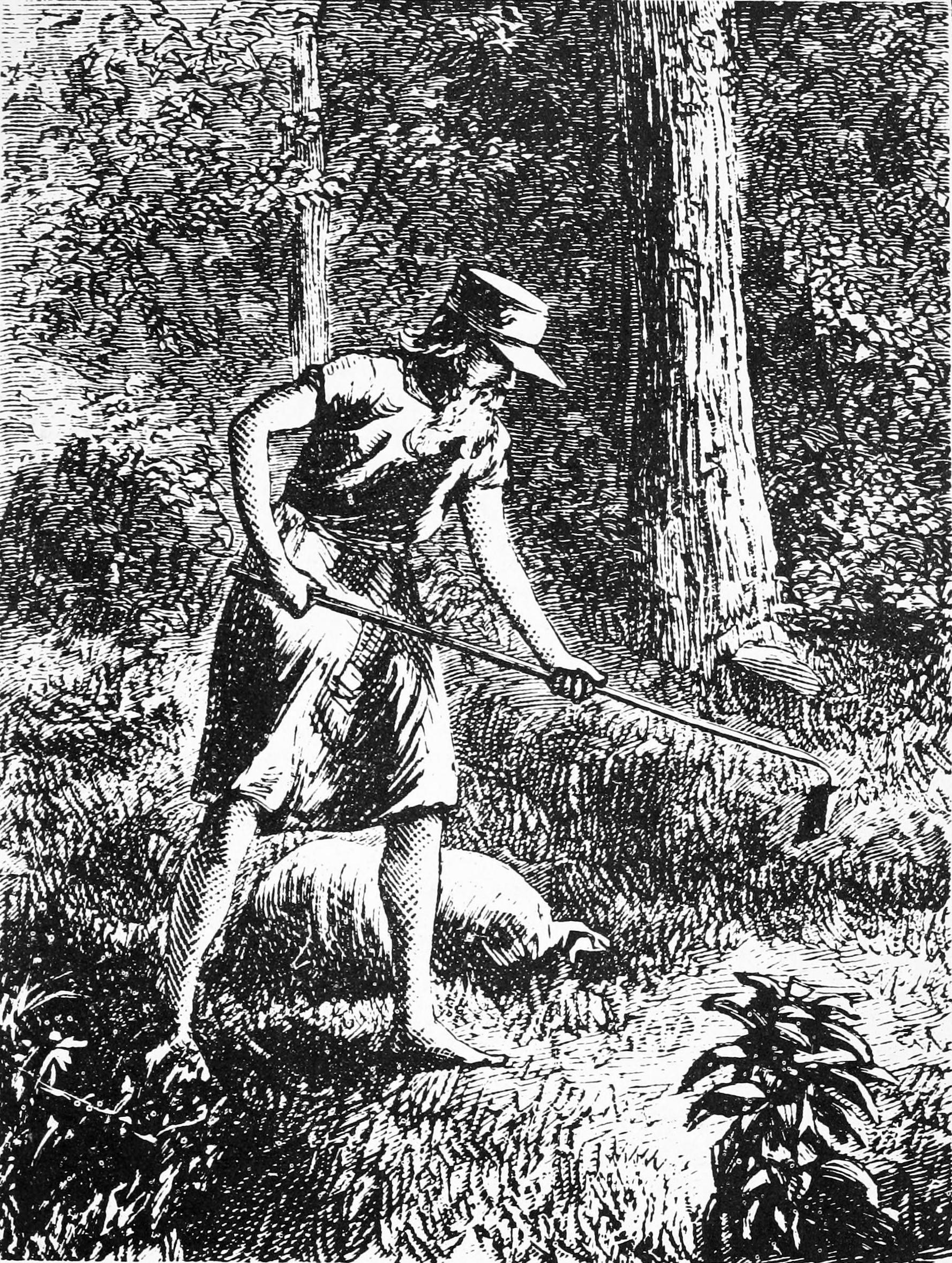
Jonathan Chapman

Jabloňová stezka (1958) je dobrodružná povídka pro mládež českého spisovatele Fráni Velkoborského. Povídka vyšla těsně po autorově smrti

## Obsah povídky
Povídka se odehrává v době osidlování Ameriky na přelomu 18. a 19. století a jejím hlavním hrdinou je skutečná historická postava Jonathan Chapman, který se proslavil především tím, že v povodí řeky Ohio sázel a rouboval jabloně a zakládal ovocné školky. Proto ho jeho indiánští přátelé pojmenovali Johnny Appleseed (česky Jan Jadérko). Povídka popisuje padesát let jeho života.
Chapman je sadař a dobře ví, že zatímco obilí se urodí za jediný rok, ovocný strom roste deset až patnáct let, než dá první úrodu. Proto se každý rok vydává na cestu s vakem jablkových jadérek na zádech a zakládá ovocné sady. Beze zbraně prochází končinami, kam se jinak odvažovaly jen ozbrojené skupiny. Za celý svůj život totiž nenašel jediného nepřítele, všude byl vážen a radostně vítán pro svou nezištnost s jakou pomáhal jiným. Své ušlechtilé činnosti obětuje i své osobní štěstí (Betsy, žena, kterou miloval, se s jeho tichým souhlasem provdala za jiného). 
Snaží se také naučit indiány hospodařit tak, jak to dělají běloši, protože tuší, že indiáni musí v boji s bělochy podlehnout. Proto také nechápe snahu náčelníka Tekumseha o ozbrojený odboj. V povídce jsou také popisovány dramatické události anglo-americké války z roku 1812 a krutá zima roku 1831, kdy velká část Chapmanových sadů pomrzla.
Povídka nekončí Chapmanovou smrtí. Přestože je Chapman již starý a nemocný, na jaře se opět vydává na cestu s vakem plným jadérek.